# Гусеницеїдові
Гусеницеїдові (Conopophagidae) — родина горобцеподібних птахів. Включає 11 видів.

## Поширення
Родина поширена в Центральній та Південній Америці.

## Опис
Це маленькі птахи, завдовжки 10-16 см. Зовні схожі на пітових, з коротким тулубом, куцим хвостом, короткими закругленими крилами, довгими і міцними ногами і сплющеним дзьобом з ледь зігнутим кінчиком. З забарвлені помітний статевий диморфізм. У самців є чорна лицьова маска, коричнева спина, решта тіла сіра, оливкова або помаранчева. Самиці мають менш яскраве забарвлення.

## Спосіб життя
Мешкають у тропічних вологих дощових лісах. Трапляються поодинці. Активні вдень. Живляться комахами та іншими дрібними безхребетними. Кулясті гнізда будують серед гілок чагарників невисоко від землі. У кладці може бути до двох кремових яєць з рожевими або коричневими плямами і цятками.

## Класифікація
Традиційно до родини відновили лише один рід Conopophaga з 9 видами. У 2005 році, після молекулярного дослідження ДНК, до гусенецеїдових віднесли рід Pittasoma, який до того вважався представником мурахоловових (Formicariidae).

### Види
- Рід Гусеницеїд (Conopophaga)
  - Гусеницеїд сіроволий (Conopophaga ardesiaca)
  - Гусеницеїд золотистий (Conopophaga aurita)
  - Гусеницеїд рудолобий (Conopophaga castaneiceps)
  - Гусеницеїд бразильський (Conopophaga cearae)
  - Гусеницеїд рудий (Conopophaga lineata)
  - Гусеницеїд чорночеревий (Conopophaga melanogaster)
  - Гусеницеїд чорнощокий (Conopophaga melanops)
  - Гусеницеїд сірошиїй (Conopophaga peruviana)
  - Гусеницеїд чорноголовий (Conopophaga roberti)
- Рід Кусачка (Pittasoma)
  - Кусачка чорноголова (Pittasoma michleri)
  - Кусачка рудоголова (Pittasoma rufopileatum)